# Isla Orrego
Isla Orrego es una isla localizada en la desembocadura del río Maule, en la comuna de Constitución, región del Maule, Chile. Tiene una longitud de aproximadamente 1 kilómetro y una superficie de 0,03 kilómetros cuadrados.

## Terremoto y tsunami de 2010
La isla Orrego fue severamente afectada el 27 de febrero de 2010 por el tsunami provocado tras el terremoto de magnitud 8,8 MW. Aquella jornada se desarrollaba la "Noche Veneciana", la cual formaba parte de la "Semana Maulina", en la cual las embarcaciones iluminadas realizan paseos y una gran cantidad de personas acampan en la isla. Se estima que aquella noche acampaban en la isla alrededor de 200 personas.
Según algunos testimonios, tras 20 minutos de ocurrido el sismo llegaron las primeras olas al lugar. Fallecieron 102 personas y otras 10 desaparecieron, resultando así como el lugar con mayor cantidad de víctimas de la tragedia.